# Džjangdžaj, Šjan
Džjangdžaj (kitajsko: 姜寨; pinjin: Jiāngzhài) je arheološko najdišče Banpo faze kulture Jangšao v okrožju Lintong Šjan (Xi'an) v kitajski provinci Šaanši (Shaanxi), kjer so našli najzgodnejše artefakte iz bakrene dobe, datirane 4600-4400 pr. n. št. Datirano in izkopano je bilo med 1972-1979. Našli so prebivališče in odkrili keramične peči in grobove. Džjangdžaj, Šjan (Jiangzhai, Xi'an Yizhi) je od leta 1996 na seznamu spomenikov Ljudske republike Kitajske (4-20).